# Eberhard Wolfgang Möller
Eberhard Wolfgang Möller (* 6. Januar 1906 in Berlin; † 1. Januar 1972 in Bietigheim) war ein deutscher Schriftsteller und Dramatiker. Er gehörte zu den bekanntesten Autoren der NS-Zeit. Er war Referent der Theaterabteilung im Reichsministerium für Volksaufklärung und Propaganda.

## Leben

### Leben bis 1933
Geboren als Sohn eines Bildhauers, studierte Möller in Berlin Philosophie, Geschichte sowie Literatur-, Theater- und Musikwissenschaft. Bereits mit 17 Jahren schrieb er sein erstes Theaterstück. Von Anfang an berief er sich bei seiner literarischen Arbeit auf den Neuklassiker Paul Ernst, den er schon als Kind in seinem Elternhaus kennengelernt hatte. Dessen Vorstellungen von bürgerlicher hoher Kunst und einer geistig getragenen nationalen Gemeinschaft verband Möller in seinen Stücken geschickt mit den Mitteln avantgardistischer Zeitstücke der 1920er Jahre und Bertolt Brechts Lehrstücken. Thematisch bediente er sich gern der „historischen Einkleidung“ von modernen Problemstellungen.
Mit dem spätexpressionistischen Weltkriegsdrama Douaumont oder Die Heimkehr des Soldaten Odysseus erzielte Möller 1929 seinen ersten großen Theatererfolg. In dem Stück bediente er sich modernster Theatermittel: So zerreißt im letzten Akt der Hauptdarsteller eine Kinoleinwand, auf der ein Kriegsfilm zu sehen ist, und bietet stattdessen seinen Körper als Projektionsfläche für die Kampfszenen an. In Panamaskandal (1930) denunzierte Möller mit der Beschreibung eines „jüdischen Systems“ von Korruption und Missbrauch politischer Macht die Weimarer Republik und betonte die Notwendigkeit einer nationalen Erneuerung.
Seit 1930 SA-Mitglied, trat Möller zum 1. März 1932 in die NSDAP ein (Mitgliedsnummer 1.010.402).

### Karriere im Nationalsozialismus

Programmheft „Frankenburger Würfelspiel“ (1936)

So sehr Möller in seinen Schriften vom „idealistischen Geist“ schwärmte, so pragmatisch war er in seiner Karriereplanung. Möllers auffälligste Charaktereigenschaften waren, so der Literaturwissenschaftler Stefan Busch, Eitelkeit und Ehrgeiz: „Er hätte bei sich anders entwickelnden politischen Mehrheitsverhältnissen wohl auch einer linken Regierung, die seine Dienste honoriert hätte, zur Verfügung gestanden“.
Möller wurde zu einem der bedeutendsten jungen nationalsozialistischen Autoren und war als Kulturfunktionär tätig. 1933 wurde er Chefdramaturg am Königsberger Theater, ab 1934 Theaterreferent im Propagandaministerium, 1935 Reichskultursenator und Mitglied der Reichsjugendführung der HJ.
Mit Rothschild siegt bei Waterloo schrieb Möller 1934 eine judenfeindliche Komödie, die sich aber geschickt jeder offenen antisemitischen Propaganda enthielt und zu seinem größten Bühnenerfolg wurde. Im Auftrag von Goebbels verfasste er 1936 das im Begleitprogramm der Olympischen Spiele uraufgeführte Schauspiel Frankenburger Würfelspiel, das an das gleichnamige Ereignis aus dem Oberösterreichischen Bauernkrieg angelehnt war. Das Schauspiel wurde in der neu gebauten Dietrich-Eckart-Bühne auf dem Olympiagelände aufgeführt und war Höhepunkt und „Modellstück“ der kurzlebigen NS-Thingspiel-Bewegung. Daneben setzte ihn Goebbels für zwei antisemitische Spielfilme ein: Sein Rothschild-Stück war eine der Vorlagen für Erich Waschnecks Film Die Rothschilds (1940). Außerdem war Möller Hauptverfasser des Drehbuchs zu Veit Harlans Hetzfilm Jud Süß (1940). In einem Interview im September 1939 sagte Möller, der Film solle zeigen, „daß der Jude ein ganz anderer Mensch ist als wir, und daß ihm die uns angeborene sittliche Kontrolle über sein Handeln überhaupt fehlt.“
Ein nationalsozialistischer Deutscher Nationalpreis Buch (auch Stefan-George-Preis genannt) wurde ihm für die Jahre 1934/1935 verliehen. Er war gestiftet worden von Joseph Goebbels, der Möller als „wahres Sprachgenie“ lobte. Möller erhielt weiterhin 1938 einen Staatspreis für Literatur.

### Karriereknick
1938 war Möllers Drama Der Untergang Karthagos auf Veranlassung des NSDAP-Chefideologen Alfred Rosenberg aus den Spielplänen gestrichen worden, weil es von einigen Parteigenossen als Beleidigung empfunden wurde. Zu Weihnachten 1938 verfasste Möller im Auftrag von Reichsjugendführer Baldur von Schirach das Buch Der Führer, in dem er Adolf Hitler mit Martin Luther verglich und ihm gottgleiche Fähigkeiten zuschrieb. Das Buch, von dem bereits eine halbe Million Exemplare ausgeliefert waren, stieß wegen seiner „frühchristlichen“ Tonart und „Verkitschung des großen Kampfes“ auf Widerstand innerhalb der NSDAP und wurde aus dem Vertrieb genommen. Möller war als Spielball in den kulturpolitischen Kampf zwischen Rosenberg und Goebbels/Schirach geraten.
Möller entzog sich dem Druck, indem er sich im Winter 1939/40 freiwillig als Kriegsberichterstatter zur SS-Panzerdivision „Wiking“ meldete und sich von da an als unpolitischer „reiner Künstler“ stilisierte, der als Ästhet hoch über den Alltäglichkeiten des NS-Staates stehe. Obwohl die parteiinternen Angriffe gegen ihn nicht nachließen, konnte er in der SS-Zeitschrift Das Schwarze Korps und in der HJ-Zeitschrift Wille und Macht ungehindert weiter veröffentlichen. Dort erschien im Juni 1941 sein Gedicht Der Tote, in dem er einen gefallenen Soldaten beschrieb:
„Ich habe Erde über meinen Lippen.

In meinem Munde ist ein großer Stein.

Der sanfte Maulwurf geht in meinen Rippen

und ist mein Freund. Ich bin nicht mehr allein.“
Diesmal warf man ihm „ästhetisierende Leichenschändung“ und „Verhöhnung des gefallenen Soldaten“ vor. Auch sein Buch Die Maske des Krieges (1941) wurde als geschmacklos kritisiert. Möller, mittlerweile SS-Oberscharführer, bekam „Frontbewährung“ bei der Waffen-SS. Seine Bücher wurden aber ungehindert weiter vertrieben.

### Nachkriegszeit
Nach Kriegsende wurde Möller als Angehöriger einer „verbrecherischen Organisation“ automatisch interniert. Das Entnazifizierungsverfahren gegen ihn endete mit der Einstufung in die Gruppe 5 der „Entlasteten“. 1948 entlassen, fuhr Möller in seiner literarischen Tätigkeit fort, eine Auseinandersetzung mit seinem Wirken nach 1933 hielt er nicht für nötig. Die von ihm als Zurückweisung empfundene Behandlung durch Teile des NS-Kulturapparats bot ihm jetzt die Möglichkeit, seine Rolle im NS-Staat als reines Künstlertum zu definieren und damit – zumindest für sich selbst – die psychologische Grundlage für eine künstlerische Existenz in der Nachkriegszeit zu schaffen. Ideologisch geändert hatte Möller sich nicht: „Demokratie“ blieb für ihn „die Brutstätte für jede Art von Verlogenheit, Zuchtlosigkeit und Formlosigkeit. Wahre Kultur ist aristokratisch.“ Ab 1955 nahm er auch wieder an den 1934 von Hans Grimm gegründeten Lippoldsberger Dichtertreffen teil.
Da seine Stücke nach 1945 nicht mehr aufgeführt werden konnten, trat Möller zunächst mit drei auf den ersten Blick harmlosen Geschichtsromanen an die Öffentlichkeit: Die Frauen von Ragusa (1952), in der das Idealbild einer Adelsrepublik entworfen wurde, Die Geliebte des Herrn Beaujou (1954) sowie einer überarbeiteten Neuauflage des schon 1935 erschienenen Buchs Das Schloß in Ungarn (1953), aus dem die übelsten antisemitischen Ausfälle der Erstausgabe entfernt worden waren. 1963 erschien der Roman Chicago, in dem sich die Beschreibung der jüdischen Spekulantenfamilie Leiter mit Kapitalismuskritik am Beispiel von Börse und Schlachthäusern mischt. Für ihn selbst war das Buch sein wichtigstes Werk der letzten Jahre. Die mangelnde öffentliche Resonanz interpretierte er als Beweis einer „kulturpolitischen Verschwörung“.
Daraufhin scheint Möller jede Art von Anpassung an die Kulturszene der Bundesrepublik aufgegeben zu haben. Seine literarischen Texte wurden ab Mitte der 1960er Jahre offen neonazistisch und spielten, so Stefan Busch, mit „fiktiven Identitätskonstruktionen mit deutlichen Zügen von Paranoia“. Der Roman Doppelkopf, den Möller 1966 unter dem Pseudonym Anatol Textor veröffentlichte, handelt von Zwillingsschwestern in den Niederlanden zur Zeit der deutschen Besetzung. In einer Umwertung der Realität sind hier in einigen Szenen die Deutschen die Verfolgten, tritt eine Schrecken verbreitende holländische Polizei-Sondereinheit in an die Gestapo erinnernden Ledermänteln auf und mutiert Möllers Held und alter ego zum tragisch scheiternden Widerstandskämpfer. 1971, in Möllers letztem Lebensjahr, erschienen ein Buch über seine Zeit als SS-Offizier (Russisches Tagebuch) und eine Sammlung von Gedichten, das Frozzel-Brevier:
„Ich zieh im gleichen Schritt und Tritt

Mit Mätzen und mit Motzen;

ich teufle, dutschkle, beatle mit

und bin mir selbst zum Kotzen.“
Sein Tod in der Neujahrsnacht 1972 fand nur in rechtsextremen Publikationen Erwähnung.
Eberhard Wolfgang Möller ist Vater des Journalisten Johann Michael Möller.

## Werke (Auswahl)
- Bauern. Ein siebenbürgisch Schauspiel in 3 Aufzügen (1925)
- Kalifornische Tragödie in 10 Bildern (1929)
- Douaumont oder Die Heimkehr des Soldaten Odysseus. Sieben Scenen (1929)
- Panamaskandal. Schauspiel in acht Szenen (1930)
- Rothschild siegt bei Waterloo. Ein Schauspiel, Theaterverl. Albert Langen/Georg Müller, Berlin 1934
- Die Höllische Reise (1934)
- Die erste Ernte. Gedichte (1934)
- Berufung der Zeit. Kantaten und Chöre (1935)
- Volk und König oder Die verschwundene und wiedergefundene Majestät (1935)
- Das Schloß in Ungarn. Verlag Zeitgeschichte, Berlin 1935, veränderte Neuauflage 1953 im Pilgram Verlag Salzburg
- Die Briefe der Gefallenen. Ein festliches Vortrags-Spiel vom Krieg (1935)
- Das Frankenburger Würfelspiel (1936)
- Der Sturz des Ministers. Schauspiel (1937)
- Der Admiral. Drei Novellen, Langen/Müller, München 1937
- Der Untergang Karthagos. Ein Drama in drei Akten (1938)
- Rede in Lauchstädt anläßlich der ersten Gaukulturwoche des Gaues Halle-Merseburg bei der Kundgebung der Reichstheaterkammer, gehalten im Goethetheater zu Lauchstädt am 2. März 1938. Landeshauptmann d. Prov. Sachsen, 1938
- Der Führer. Das Weihnachtsbuch der deutschen Jugend. Hrsg. Baldur von Schirach, Eher-Verlag, München 1938
- Der Reiterzug. Schicksalsminuten der deutschen Geschichte. Verl. Die Heimbücherei, Berlin 1939
- Die Maske des Krieges (1941)
- Das Opfer. Spiel in drei Akten (1941)
- Das brüderliche Jahr. Gedichte (1941)
- Die Frauen von Ragusa (1952)
- Die Geliebte des Herrn Beaujou. Roman, Pilgram Verlag, Salzburg 1954
- Chicago oder Der Mann, der auf das Brot trat. Holsten Verlag, 1963
- Doppelkopf. Die Aufzeichnungen der Henriette Jakobs . Roman, unter dem Pseudonym Anatol Textor, Hohenstaufen-Verlag, Bodman 1966
- Die Söhne des Mars. Zwölf Novellen. Munin-Verlag, Osnabrück 1970
- Russisches Tagebuch. Aufzeichnungen vom Südabschnitt der Ostfront 1941 bis 1943. Munin, Osnabrück 1971
- Frozzel-Brevier: Satiren. Arndt Verlag, Vaterstetten 1971
- Die feindlichen Schwestern. Die Aufzeichnungen der Henriette Jakobs. Roman. Neuauflage von Doppelkopf. Verlagsgesellschaft Berg-Hohenstaufen-Verlag, Berg/Starnberger See; Bodman, 1983

## Mitgliedschaften (Auswahl)
- Paul-Ernst-Gesellschaft